# Interdisziplinäres Zentrum für die Erforschung der Europäischen Aufklärung
Das Interdisziplinäre Zentrum für die Erforschung der Europäischen Aufklärung (IZEA) in Halle (Saale) ist eine zentrale wissenschaftliche Einrichtung der Martin-Luther-Universität Halle-Wittenberg.

## Gründung und Organisation
Im Jahr 1987 ergriff der Hallesche Romanist Ulrich Ricken die Initiative zum Aufbau einer „Internationalen Forschungsstätte Europäische Aufklärung“ nach dem Vorbild der Wolfenbütteler Herzog-August-Bibliothek. Nach der Wende wurde dann das Interdisziplinäre Zentrum für die Erforschung der Europäischen Aufklärung (IZEA) 1990 als zentrale wissenschaftliche Einrichtung der Martin-Luther-Universität Halle-Wittenberg (MLU) gegründet und 1993 in der heutigen Form konstituiert. Geleitet wird das IZEA vom Geschäftsführenden Direktor (derzeit Daniel Fulda) im Einvernehmen mit einem Direktorium, das sich aus Professorinnen und Professoren unterschiedlicher Disziplinen zusammensetzt (Anglistik, Evangelische Theologie, Germanistik, Geschichtswissenschaft, Musikwissenschaft, Osteuropäische Geschichte, Philosophie, Religionswissenschaft, Romanistik). Ein internationaler Beirat unterstützt und begleitet die Arbeit des Zentrums. Die Finanzierung erfolgt aus Mitteln der MLU Halle-Wittenberg sowie aus Drittmitteln. Seinen Sitz hat das IZEA in der 1896 erbauten Roten Schule, in dem früher die Höhere Mädchenschule der Franckeschen Stiftungen untergebracht war. Ebenfalls im Gebäude befinden sich jeweils eine Arbeitsstelle der Alexander von Humboldt-Professur für neuzeitliche Schriftkultur und europäischen Wissenstransfer sowie des Immanuel-Kant-Forums.

## Aufgaben
Zu den zentralen Aufgaben des IZEA gehört die Erforschung der europäischen Kultur- und Geistesgeschichte der Aufklärungszeit. Das IZEA verfolgt diese Aufgaben
- durch Einzelforschung und interdisziplinäre Gemeinschaftsprojekte
- durch die Förderung des wissenschaftlichen Nachwuchses in Form von Stipendien
- durch die Organisation von Tagungen, Workshops und Vortragsreihen
- durch wissenschaftliche Publikationsreihen, in denen Grundlagen und aktuelle Forschungsfragen der Aufklärungszeit diskutiert werden (Hallesche Schriften zur Europäischen Aufklärung und Kleine Schriften des IZEA)
- durch die Kooperation mit anderen wissenschaftlichen und kulturellen Einrichtungen im In- und Ausland, die ähnliche Ziele verfolgen
- durch den Wissenstransfer in die Gesellschaft

## Forschungsprogramm
Als Forschungseinrichtung zur Kultur- und Geistesgeschichte erforscht das IZEA die Grundlegung der modernen westlichen Gesellschaften durch die im 18. Jahrhundert entwickelten Ideen und Kulturmuster. Das Forschungsprogramm des IZEA wurde zuletzt 2015 aktualisiert und erweitert. Es gliedert sich in vier Forschungsbereiche mit insgesamt sieben Forschungsfeldern. Das Programm umfasst Forschungs- und Editionsprojekte zur Universitäts-, Gesellschafts- und Kommunikationsgeschichte des 18. Jahrhunderts, zu den Feldern Anthropologie, Ästhetik, Kultur- und Wissenstransfer, Gelehrtenkultur und literarische Repräsentationsformen, zur Entwicklung von Kulturmustern, zu Aufklärung in globaler Vernetzung sowie zum Gartenreich Dessau-Wörlitz.

## Bibliothek
Die Bibliothek des IZEA ist Zweigbibliothek der Universitäts- und Landesbibliothek Sachsen-Anhalt (ULB) und in der ehemaligen Aula der Roten Schule untergebracht. In der Freihandbibliothek sind Forschungs- und Quellenliteratur der Europäischen Aufklärung versammelt, wobei ca. 18.000 Bände Quellenliteratur aus den Magazinbeständen der ULB zur Aufstellung kamen. Insgesamt verfügt die Bibliothek derzeit über einen Bestand von ca. 43.000 Bänden, darunter auch Quelleneditionen, Bibliografien, Handbücher und Forschungsliteratur zur Europäischen Aufklärung. Einen besonderen Schwerpunkt bildet die Geschichte der Wissenschaft und Gelehrsamkeit. Der Gesamtbestand der Zweigbibliothek ist im OPAC der ULB und im Gemeinsamen Bibliotheksverbund (GBV) nachgewiesen.